# Liste der Monuments historiques in Dachstein (Bas-Rhin)
Die Liste der Monuments historiques in Dachstein führt die Monuments historiques in der französischen Gemeinde Dachstein auf.

## Liste der Bauwerke
| Bezeichnung        | Beschreibung | Standort                  | Kennzeichnung | Schutzstatus | Datum | Bild           |
| ------------------ | --- | ------------------------- | ------------- | ------------ | ----- | -------------- |
| Ortsbefestigung    | Anfang des 14. Jahrhunderts angelegt; erhalten: Mauer und Graben auf der Süd- und Ostseite des Ortes, zwei Rundtürme beim Vieux Château, Porte de la Bruche | (Lage)                    | PA00084669    | Inscrit      | 1929  | weitere Bilder |
| Porte de la Bruche | um 1300 errichtet, bezeichnet 1574 (Wiederherstellung?), 1772 erneut wiederhergestellt                                                                      | Rue Principale (Lage)     | PA00084668    | Inscrit      | 1929  | weitere Bilder |
| Vieux Château      | auch Château de Turckheim; ehemalige Sommerresidenz der Bischöfe von Straßburg; 1572 gebaut, 1872 erweitert                                                 | 4, rue Principale (Lage)  | PA67000053    | Inscrit      | 2002  | weitere Bilder |
| Château Hervé      | auch Château Bourcart; 1747 bis 1750 nach Plänen von Joseph Massol als École royale für die Seidenraupenzucht gebaut, im 19. Jahrhundert Umbau zum Schloss  | 31, rue Principale (Lage) | PA00084667    | Inscrit      | 1986  | weitere Bilder |

## Liste der Objekte
| Bezeichnung                 | Beschreibung | Standort                       | Kennzeichnung | Schutzstatus   | Datum      | Bild           |
| --------------------------- | --- | ------------------------------ | ------------- | -------------- | ---------- | -------------- |
| Hochaltar                   | Altartisch, Tabernakel, Retabel und zehn Skulpturen; Holz, farbig gefasst und vergoldet, um 1700                                    | in der Kirche St-Martin (Lage) | PM67000042    | Classé         | 1977       | weitere Bilder |
| Pietà                       | Skulptur mit Sockel; Holz, farbig gefasst, 18. Jahrhundert                                                                          | in der Kirche St-Martin (Lage) | PM67000736    | Classé         | 1995       | weitere Bilder |
| Orgel                       | Ensemble aus PM67001004 und PM67000737                                                                                              | in der Kirche St-Martin (Lage) | PM67001003    | Inscrit Classé | 1988 1996  | weitere Bilder |
| Orgelprospekt und -empore   | 1829 von Xavier Mockers gebaut | in der Kirche St-Martin (Lage) | PM67001004    | Inscrit        | 1988       | weitere Bilder |
| Instrumentalteil der Orgel  | 1829 von Xavier Mockers gebaut | in der Kirche St-Martin (Lage) | PM67000737    | Classé         | 1996       | weitere Bilder |
| Zwei Seitenaltäre           | jeweils Altartisch, Retabel und Skulptur (Madonna mit Kind und Heilige Ursula); Holz, farbig gefasst und vergoldet, 18. Jahrhundert | in der Kirche St-Martin (Lage) | PM67000041    | Classé         | PM67000041 |                |
| Kanzel                      | Holz, farbig gefasst und vergoldet, Anfang des 19. Jahrhunderts                                                                     | in der Kirche St-Martin (Lage) | PM67000539    | Classé         | 1991       | weitere Bilder |
| Skulptur Heiliger Sebastian | Holz, farbig gefasst, 16. Jahrhundert                                                                                               | in der Kirche St-Martin (Lage) | PM67000043    | Classé         | 1977       | weitere Bilder |
| Taufbecken                  | Sandstein, 1612 | in der Kirche St-Martin (Lage) | PM67001218    | Inscrit        | 1988       | weitere Bilder |
| Kruzifix                    | ehemals Teil einer Kreuzigungsgruppe, Sandstein, 1657                                                                               | in der Kirche St-Martin (Lage) | PM67001219    | Inscrit        | 1988       |                |